# Tangara rufigenis
A Tangara rufigenis  a madarak osztályának verébalakúak (Passeriformes) rendjébe és a tangarafélék (Thraupidae) családjába tartozó  faj.

## Rendszerezése
A fajt Philip Lutley Sclater angol ügyvéd és zoológus írta le 1857-ben, a Calliste nembe Calliste rufigenis néven.

## Előfordulása
Dél-Amerikában, Venezuela északi részén honos. Természetes élőhelyei a szubtrópusi és trópusi hegyi erdők. Állandó, nem vonuló faj.

## Megjelenése
Testhossza 13 centiméter, testtömege 16-17,4 gramm.

## Életmódja
Gyümölcsökkel, bogyókkal és ízeltlábúakkal táplálkozik.

## Természetvédelmi helyzete
Az elterjedési területe kicsi, egyedszáma ugyan csökken, de még nem éri el a kritikus szintet. A Természetvédelmi Világszövetség Vörös listáján nem fenyegetett fajként szerepel.